# Marcantonio Montalbani
Marcantonio Montalbani est un naturaliste italien, né en 1630 à Bologne et mort en 1695.

## Biographie
Marcantonio Montalbani naquit en 1630. Il s’attacha particulièrement à l’étude de la minéralogie, et parcourut en naturaliste les pays du nord de l’Europe. Le roi de Pologne Jean-Casimir l’accueillit avec bonté à sa cour, et le décora du titre de marquis. Marcantonio rentra en Italie, riche de beaucoup de connaissances nouvelles ; et après avoir exploité les côtes de l’Adriatique, il revint à Bologne disposer ses matériaux et mettre en ordre les collections qu’il avait formées. Il y mourut en 1695, à l’âge de 65 ans.

## Œuvres
- Catascopia minerale, overo esplanazione e modo di far saggio d’ogni miniera metallica, Bologne ,1676, in-4° ;
- Pratica minerale, ibid., per li Manolessi, 1678 (lire en ligne) ;
- Relazione dell’acque minerali del regno d’Ungaria, Venise, 1687, in-4°.